# Парад кохання (фільм)
Парад кохання (англ. The Love Parade) — чорно-білий художній фільм, комедійний мюзикл режисера Ернста Любіча, що вийшов в 1929 році. У головних ролях задіяні Моріс Шевальє і Джанет Макдональд. Екранізація п'єси Жуля Шанселя і Леона Ксенрофа «Принц-консорт».
Фільм номінувався на 6 премій «Оскар» в категоріях «Найкращий фільм», «Найкраща режисерська робота» (Ернст Любіч), «Найкраща операторська робота» (Віктор Мільнер), «Найкраща чоловіча роль» (Моріс Шевальє), «Найкраща робота художника-постановника» (Ганс Дреєр) і «Найкращий звук».

## Сюжет
У невеликому європейському королівстві Сільванія всі громадяни, починаючи від двірників і закінчуючи кабінетом міністрів, переживають, що молода королева Луїза неодружена. Граф Рене — військовий аташе королеви, був з ганьбою висланий з Франції за численні романи в Парижі з дружинами високопоставлених чиновників, повертається в Сільванію, щоб відзвітувати перед королевою про свої любовні витівки.
Королева, прочитавши звіт, загадково посміхнулася і запросила графа на вечерю у свої апартаменти. Не минуло й двох днів, як було оголошене весілля Рене і королеви, граф Рене став принцом Рене і чоловіком королеви, але цей життєвий крок не приніс йому щастя. Виявилося, що він не має ніяких прав в управлінні державою, він не король, він просто чоловік при королеві. Ця обставина так засмутила Рене, що він вирішив розлучитися…

## У ролях
- Моріс Шевальє — граф Альфред Рене
- Джанетт Макдональд — королева Луїза
- Лупіно Лейн — Жак
- Лілліан Рот — Лулу
- Юджин Пеллет — військовий міністр
- Е.Х. Келверт — посол Сільванії
- Едгар Нортон — майстер церемоній
- Лайонел Бельмор — прем'єр-міністр
- Вірджинія Брюс — фрейліна
- Джун Бапп — фрейліна

## Композиції
Всі пісні написані Віктором Шерцингером (музика) і Кліффордом Греєм (слова):
- «Ooh, La La» — Лупіно Лейн
- «Paris, Stay the Same» — Моріс Шевальє і Лупіно Лейн
- «Dream Lover» — Джанетт МакДональд і хор
- «Anything to Please the Queen» — Джанетт МакДональд і Моріс Шевальє
- «My Love Parade» — Моріс Шевальє і Джанетт МакДональд
- «Let's Be Common» — Лупіно Лейн і Ліллієн Рот
- «March of the Grenadiers» — Джанетт МакДональд і хор
- «Nobody's Using It Now» — Моріс Шевальє
- «The Queen Is Always Right» — Лупіно Лейн, Ліллієн Рот і хор